# Malpica do Tejo
Malpica do Tejo ist eine Gemeinde (Freguesia) im portugiesischen Kreis Castelo Branco. In ihr leben 381 Einwohner (Stand 19. April 2021).